# Grant (priimek)
Grant je priimek več oseb:

## A
- Amy Grant (*1960), ameriška pevka

## C
- Cary Grant (1904—1986), angleško-ameriški igralec
- Charles John Cecil Grant (1877—1950), britanski general

## D
- Dalton Grant (*1966), angleški atlet, skakalec v višino

## E
- Elizabeth Grant (1797—1885), škotska pisateljica
- Eneas Henry George Grant, britanski general

## F
- Francis Grant (1803—1878), škotski slikar

## G
- George Munro Grant (1835—1902), kanadski politični filozof
- Gogi Grant (1924—2016), ameriška pevka

## H
- Harold George Grant, britanski general
- Hugh Grant (*1960), angleško-ameriški igralec

## I
- Ian Cameron Grant, britanski general

## J
- James Augustus Grant (1827—1892), škotski raziskovalec

## K
- Ketevan Arahamina Grant (*1968), gruzijska šahovska velemojstrica

## L
- Lee Grant (*1925) (Lyova Haskell Rosenthal), ameriška igralka in režiserka

## M
- Marshall Grant (1928—2011), ameriški pevec, basist

## R
- Richard Grant (*1957), angleški igralec

## S
- Sterling Grant (*1987), ameriška alpska smučarka

## U
- Ulysses S. Grant (1822—1885), ameriški general in 18. predsednik ZDA
- Ulysses S. Grant III (1881—1968), ameriški general

## V
- Valentine Grant (1881—1949), ameriški igralec